# Гремячий (Белгородская область)
Гремячий — хутор в Шебекинском районе Белгородской области России, входит в состав Масловопристанского сельского поселения.

## Этимология
Предположительно название хутор получил от природного знамения. Когда-то молния (гром) ударила в низину хуторскую. Когда люди подошли к этому месту — то увидели, что вода сочится. Копнули — и открылся родник, потёк гремячий (от слова «гром») ручеёк. Затем после войны построили дамбу и сделали пруд.

## История

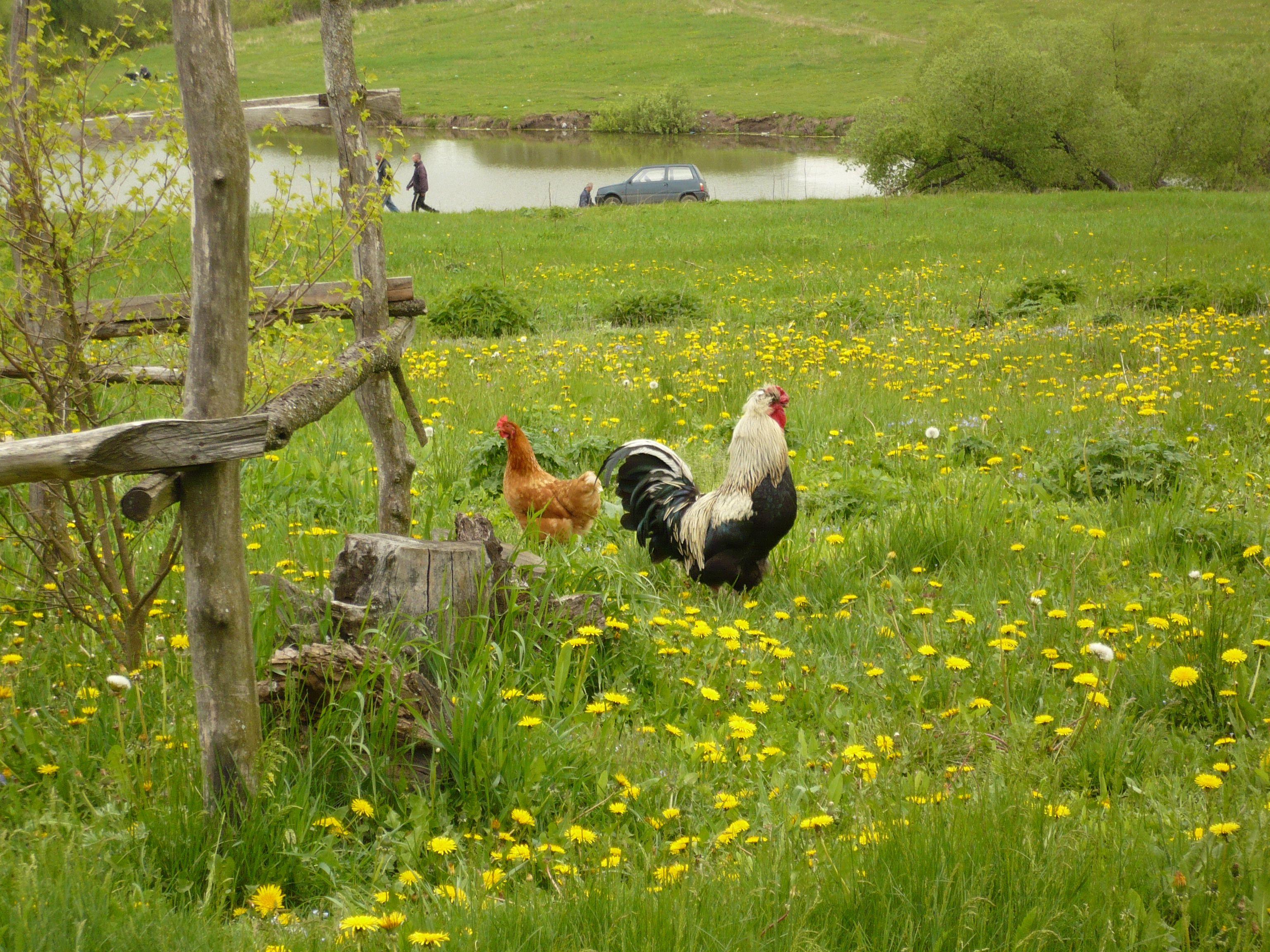
Пейзаж с петухом и прудом. 2009

Хутор был образован в 1925 году переселенцами из Карнауховки (западнее Масловой Пристани).
Чтобы не возить колхозников издалека для обработки полей в 1925 году на место современного хутора были переселены 25 семей и в этом же году появилось 25 дворов. 16 октября 1927 на хуторе Гремячий зарегистрировано товарищество по совместной обработке земли «Новый путь».
Были организованы две бригады: одна — Ольшанская, другая — Гремячинская. В скором времени в Ольшанце было создано 4 звена по 11 человек, а в Гремячем 3 звена. Это объясняется тем, что ольшанские были более многодетными (многочисленные семьи). Пахали в основном на волах (подрезанные, то есть кастрированные быки). Через некоторое время колхоз стал одним из лучших «в Ольшанском районе».
Для себя сеяли в основном рожь. Для скотины — ячмень. Мололи в Чураево на мельнице. До войны в Гремячем была своя кузница.
В колхозе работали за трудодни («палочки»). Основной заработок был за счет подготовки древесины для строительства частных домов: заготовка брёвен, ошкуривание, распиливание на доски. Поэтому гремячинцев звали в народе — «пильщики». В Ольшанце же специализировались на отделке стен. Поэтому их звали «штукатурщики».
Дома делали из брёвен из соседних лесов. Крыши крыли вначале соломой и камышом, а затем серой черепицей из Масловой пристани.
На 1 января 1932 г. на хуторе проживало 170 жителей.
Во время Великой Отечественной войны хутор Гремячий 17 раз переходил из рук в руки — здесь была линия фронта. В Чураево и Кошлаково стояли русские, во Ржавце и Крутом Логу — немцы. Многие хуторяне ушли на фронт. В лесу возле Ржавца были партизаны. После войны в хуторе осталось только два целых дома. В 1946 году был голод. Не было семян даже посеять. За семенами (пшеницы и других злаков) ходили за Шебекино.
В 1982 году соседний умирающий хутор Кореньская дача (бывший Ольшанец) решением облисполкома присоединили к Гремячему, и стали называть «Гремячий 2».
В 2011 году в Гремячем было около 40 дворов, постоянно проживало десять семей. Магазина, почты и асфальтированной дороги не было. Автолавка приезжала один раз в месяц.

## Население
| 2002 | 2010 |
| ---- | ---- |
| 30   | ↗41  |